# Daler Mehndi
Daler Mehndi (punjabi: ਦਲੇਰ ਮਹਿੰਦੀ) född 18 augusti 1967, är en indisk pop- och bhangramusiker som sjunger på punjabi. I Indien har han varit en framgångsrik artist sedan 1995, och har också medverkat i flera Bollywoodfilmer. Han har haft flera hittar, bland andra Bol ta ra ra ra, Ho Jayegi Balle Balle och Tunak tunak tun. Han blev populär i väst genom sistnämnda video, som spred sig som en internetmeme i början av 2000-talet.
Daler Mehndis musikvideo till Tunak tunak tun visar bland annat en dans som återfinns i World of Warcraft där de manliga karaktärerna av Alliance-rasen Draenei använder samma dans. Detta stycke är inspirerat av hans barndom då han fick uppleva diverse händelser som återspeglas i den dansen han dansar.
Mehndis yngre bror Mika Singh är också musiker verksam inom Bollywood.